# Aulos

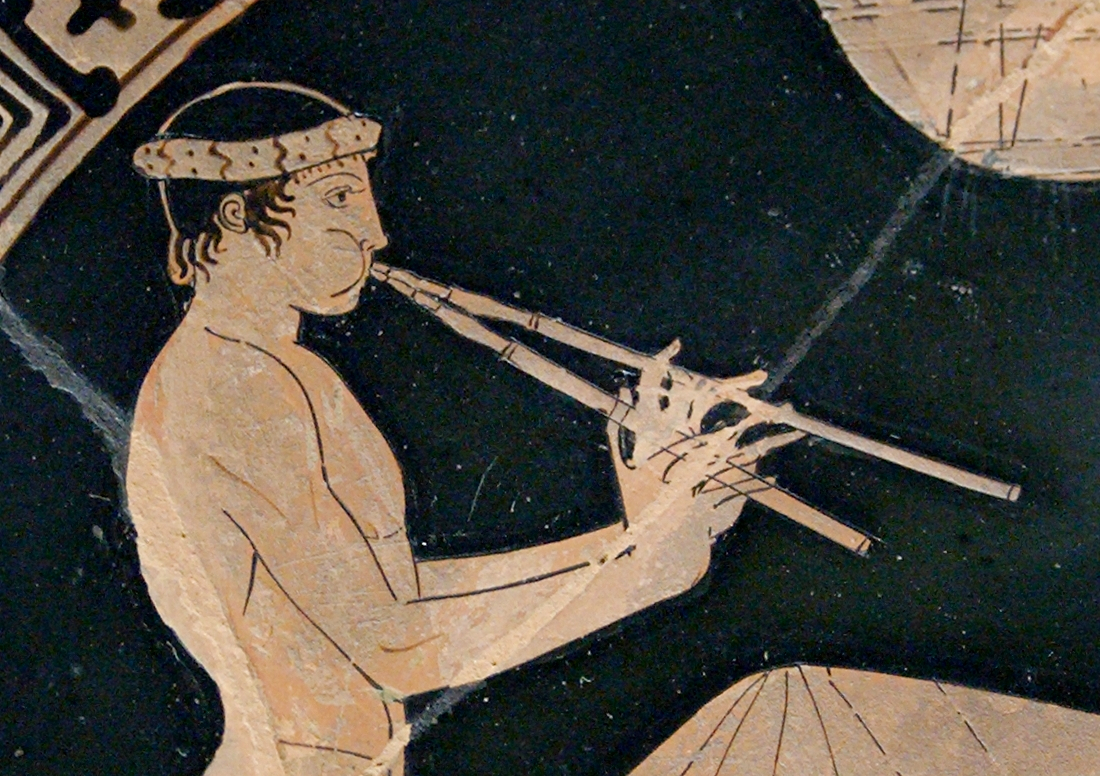
Aulosspelare på attisk rödfigurisk vas, ca 450 f. Kr.

Aulos (Klassisk grekiska αυλός pl. αυλοί, auloi) eller latin tibia (pl. tibiae) är ett antikt träblåsinstrument, ofta av oboetyp. Namnet betyder "rör, pipa" och är egentligen ett samlingsnamn för en smärre mängd blåsinstrument, just då inga rörblad hittats i direkt samband med ett fynd, som användes i den grekiska antikens musik .

## Klassifikation
Ofta benämns auloi såsom flöjter eller rörflöjter, en översättning som har många problem och nog skall benämnas såsom felaktig. Enligt Hornbostel-Sachs system för att klassificera musikinstrument är auloi aerofoner av andra klassen och ska närmas betraktas som ett slags oboe. Denna benämning är även den osäker, då man inte är säker på vilken typ av rörblad som användes under antiken i instrumentet.

## Historia

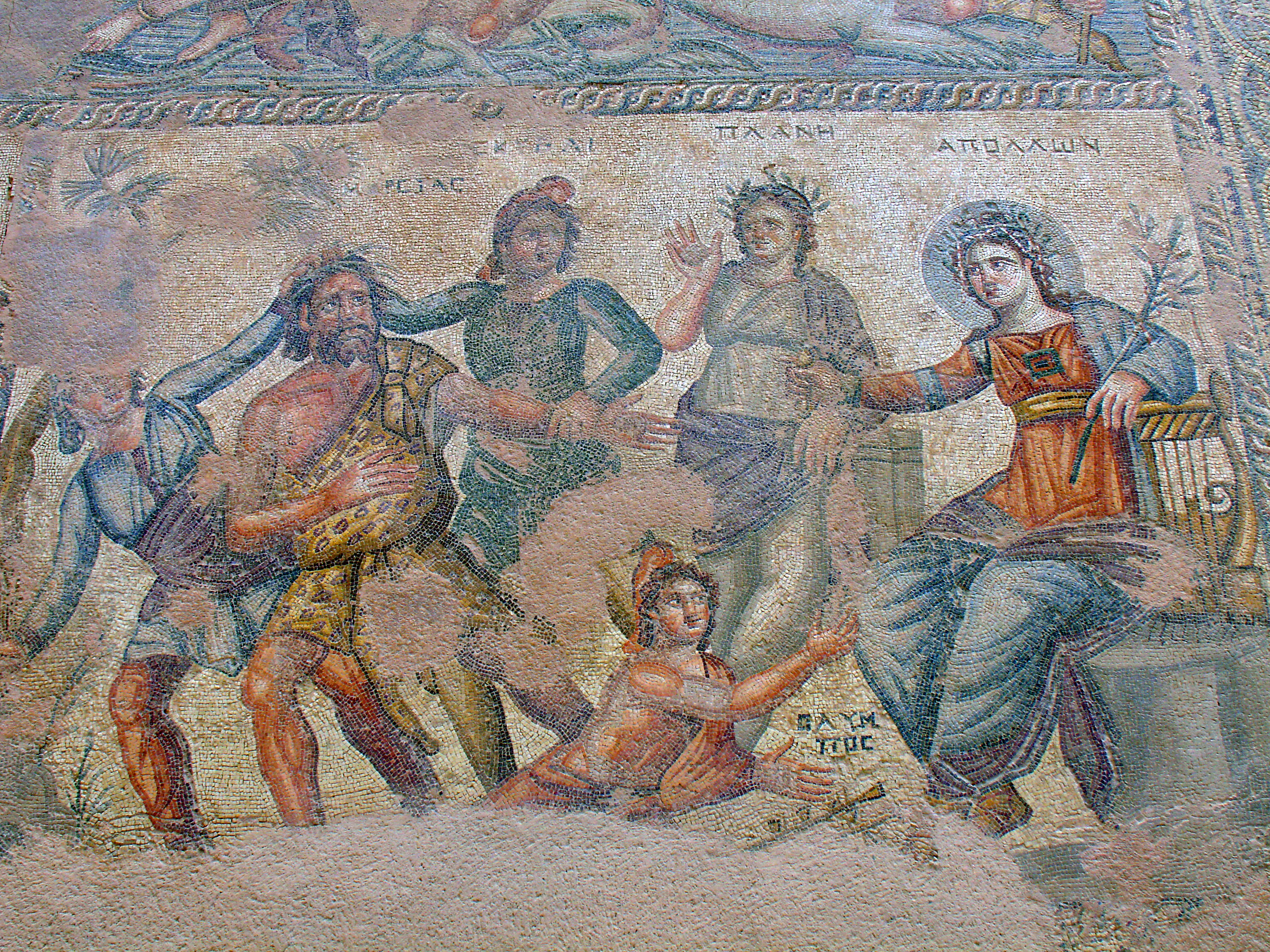
Marsyas spelduell mot Apollon. Cypriotisk mosaik, 200-talet e.Kr.

Dubbla rörbladspipor av samma typ som aulos har även påträffats i andra antika kulturer föregående den grekiska. Från de sumeriska kungagravarna i Ur (daterade till cirka 2500 f.Kr.) finns ett exemplar av en liten silverflöjt med dubbla pipor. Från för-grekiskt Egypten finns väggmålningar med aulosspelande kvinnor och grekerna själva hade uppfattningen att det rörde sig om ett importerat instrument från Mellanöstern. I den minoiska civilisationen användes även instrumentet, men användandet bör ha dött ut i samband med kulturens undergång.
Omkring år 700 f.Kr. spreds användandet till Grekland och de Grekiska öarna och blev snabbt ett mycket populärt och spritt instrument i många samhällsklasser. Grekerna själva var övertygade om att instrumentet kom till dem från Frygien, och kopplingen finns även inom mytologin, enligt vilken instrumentet skall ha upptäckts av satyrerna Marsyas och Hyagnis, båda frygiska namn. Dessa skall ha utmanat Apollon på spelmannaduell, en kamp som Apollon vann då han i egenskap av lyrspelare lyckades traktera sitt instrument upp och ner, något som ej går att genomföra med auloi. Enligt modern forskning är det inte osannolikt att instrumentet skall ha vandrat denna väg från Mindre Asien till det hellenska kulturområdet.
Det är inte säkert när instrumentet nådde romerskt kulturområde, men då det fanns gott om grekiska kolonier i nuvarande Italien lär kulturutbytet ha skett relativt tidigt. Under hela den romerska perioden i Italien finns auloi avbildade på väggmålningar och vaser, och från Pompeji finns en uppsättning instrument av mycket hög klass bevarade från utbrottet 79 e.Kr.. Även i romerska provinser utanför Italien har fynd påträffats; bland annat i Mook i nuvarande Nederländerna.
Under senantik tid föll aulos ur bruk och finns sedan mest avbildad i konst som syftar att efterlikna antikens måleri eller skulptur. I folkmusiken överlevde dock varianter ända till vår tid, framförallt på Sardinien och i Mindre Asien.

### Framstående auleter
Enligt den uppfattning som rådde under klassisk och senare tid ska aulosmusiken ha fått sitt genombrott i Grekland genom den invandrade frygisk-mysiske musikern Olympos (cirka 660–620 f.Kr.). Det råder oenighet huruvida denne är en historisk person, men de flesta forskare är ense om att Olympos för de flesta antika greker var den som fick representera aulos ankomst till Grekland, en semi-mytisk person som gavs egenskaper utöver vanliga dödliga. Den största innovation som tillskrivs Olympos är den så kallade nomos (νομος pl. "nomoi"), ett rituellt solostycke för auloi som framfördes vid religiösa festivaler och processioner och beskrev musikaliskt mytologiska och religiösa skeenden. Tidigare hade auloi enbart varit ackompanjemangsinstrument i högkulturella sammanhang och denna utveckling torde ha varit mycket viktig för instrumentets fortsatta historia. Olympos ska ha haft ett flertal lärjungar, bland andra Krates och Hierax och hans musik blev till slut kärnan i den traditionella repertoaren för auloi; hans namn blir senare under antiken nästan synonym med aulosmusik.
Under tiden efter 600 f.Kr. uppkom mycket populära aulettävlingar i Grekland, bland annat i samband med de Pythiska spelen i Delfi. En av de främsta var vinnaren i kategorin solo-aulet 586, 582 och 578 f.Kr. är Sakadas från Argolis som framförde den egna kompositionen Pȳthikos nomos, senare en klassiker i genren, som i musik beskrev Apollons kamp mot ormen Python. Sakadas är den förste virtuosen på sitt instrument, och hans spel påverkade antagligen inte bara de närvarande auleterna utan även kitharoderna till att vidare utforska sina instruments möjligheter.
Traditionellt sett var Thebe centrum för auleter och aulistisk musik och därifrån kom också Pronomos (400-talet f.Kr.), den aulet som tillskrivs den viktigaste tekniska innovationen för instrumentet, möjligheten att kunna spela i olika modala tonarter på samma aulos. Under sin egen tid var Pronomos mycket känd och närmast legendarisk inom det grekiska området; han förförde publiken med sitt passionerade och ofta mycket tekniskt briljanta spel och uttrycksfulla rörelsesätt.

## Konstruktion
Med aulos menades vanligen (av grekiskt och italiskt vasmåleri att döma) ett dubbelinstrument av oboetyp som spelades i vinkel från varandra med båda händerna. Denna typ benämndes rätt och slätt auloi och det är ej känt vilken typ av rörblad som användes till instrumentet då sådana ej bevarats.
Piporna är i samtliga bevarade fall till skillnad mot den moderna oboen cylindriskt borrade och är sammansatta av ett flertal delar. Materialet är i de bevarade fallen (med ett undantag) av ben, metall eller elfenben då dessa kunnat motstå den naturliga nedbrytningsprocessen.
De bevarade exemplaren av auloi som påträffats vid arkeologiska utgrävningar i nuvarande Italien, Grekland och södra Egypten (då grekiskt kulturområde) uppvisar en relativ kongruens trots de olika århundraden som fynden tillhör. Dessa visar på stor teknisk kunskap och innovation med klaffsystem och mekanik som västvärldens instrumentmakare först skulle passera i och med Böhm-flöjten på 1840-talet.
Ett antal grekiska författare nämner också instrumentet "enkelpipa", μόναυλος (monaulos, av μόνος "enkel, ett"), som skall ha varit populärt i bland annat Alexandria. Några bevarande exemplar av ett sådant instrument har ej påträffats men det förefaller ganska klart att det skall ha existerat. Dessa bör med största sannolikhet ha trakterats med båda händerna på samma pipa.

### Beståndsdelar och accessoarer

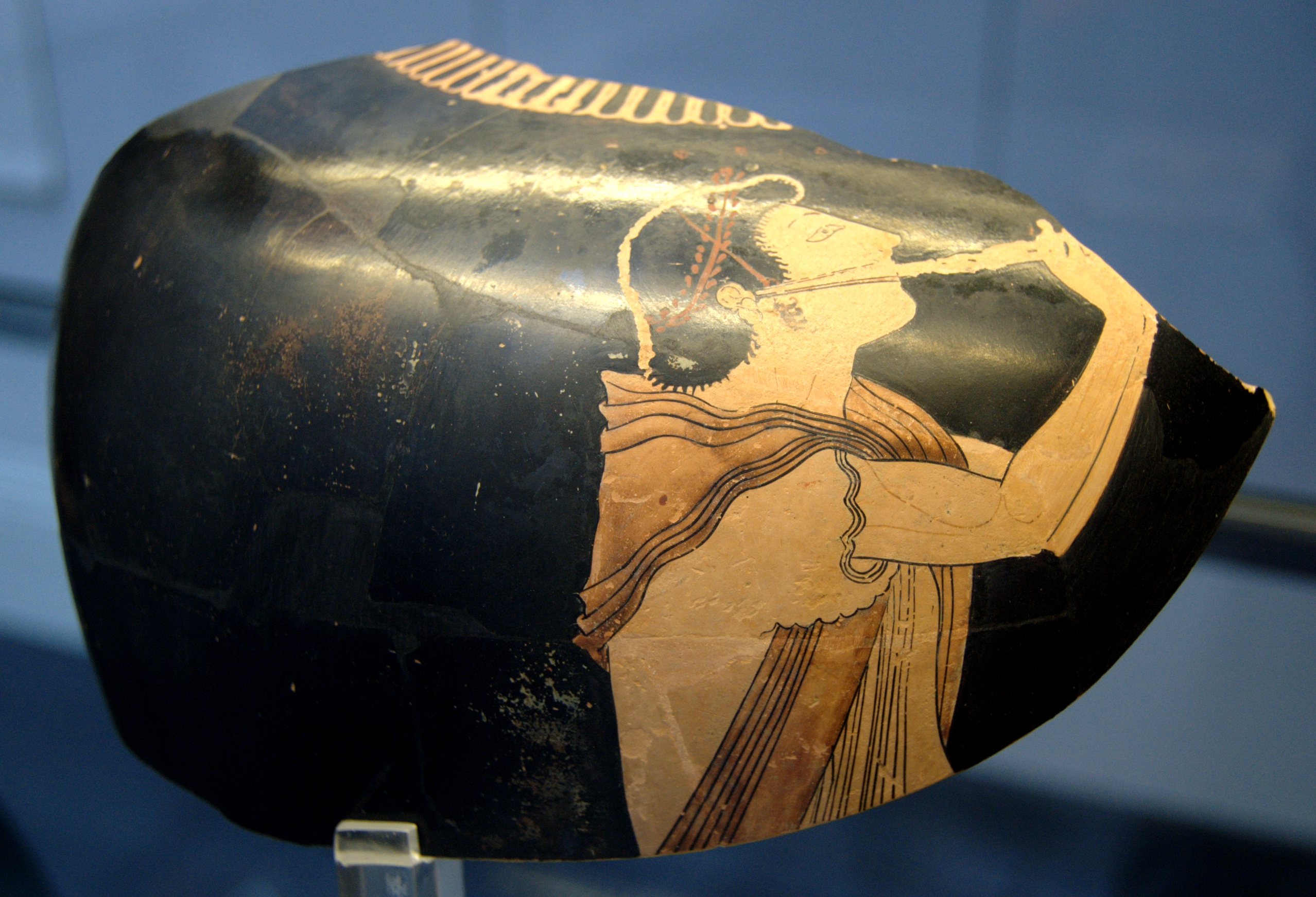
Attisk rödfigurig vasmålning, ca 510 f.Kr.. phorbeiā syns tydligt över spelarens kind.

Rörbladet, glōtta, befann sig i en lätt päronformad kammare holmos som under spel fördes in i musikantens mun. Holmos var fäst i ett undre fäste, hypoholmion ("det som är under holmos") mot vilken läpparna placerades. Enligt vissa forskare så skall det på mer avancerade auloi ha funnits ett hål i hypoholmion som genom en mekanism kunde öppnas och slutas och därmed påverka tonhöjden på instrumentet, mycket likt de mekanismer som används på dagens Böhm-instrument. Denna skall då ha gått under namnet syrinx, en term som nämns av ett flertal antika författare men vars exakta innebörd är okänd för oss.
Med största sannolikhet var de flesta vardagsinstrumenten av aulostyp enkla instrument konstruerade av vassrör; något sådant har ej hittats bevarat. De instrument som funnits är gjorda av mer beständiga material och är antagligen mer dyrbara instrument tillhörandes professionella musiker. Dessa gjordes i två eller fler ihopsättbara stycken, bombux, och hade under klassisk tid fem fingerhål. Till skillnad från moderna blåsinstrument såsom blockflöjt eller klarinett så var tumhålet placerat på en plats som motsvarar mitt emellan pek- och långfinger. Denna för oss sentida människor märkliga placering möjliggjorde spel med enbart en hand per pipa.
Den thebanske aulosvirtuosen Pronomos konstruerade ca 400 f.Kr. en mekanism som möjliggjorde spel i olika modala tonarter på samma par auloi. Denna mekanism finns bevarad på bland annat de auloi som återfanns i Pompeji; en serie band i silver med olika stora hål som kunde roteras för att förändra instrumentets skala. Pompeji-fynden visar på den stora tekniska innovation som efter klassisk tid skedde under hellenismen och senare romersk tid. Hellenistiska auloi kunde ha upp till tjugofyra hål som kontrollerades genom mekaniska funktioner.
För att underlätta spelandet begagnade man sig av ett band med munstycke, phorbeiā ("stoppare") vilken minskade trycket på kinderna avsevärt, en konstruktion som möjliggjorde spel under marsch och rörelse. Dessa syns tydligt på ett flertal vasmålningar (se bild) och nämns även av grekiska samtida författare.
Ett fodral av skinn, sȳbēnē, användes för att förvara auloi i mellan användningarna och till den hörde ett mindre fodral, glōttokomeion vari de mycket känsliga rörbladen förvarades.

### Storlekar
Liksom dagens instrumentfamiljer delades auloi upp i storlekar efter sin tonhöjd och klang. Något universellt system för samtliga musikinstrument fanns inte under denna tid, och man gav därför storlekarna deras namn efter andra attribut. De existerande typerna var: Parthenioi ("flick-storlek"), paidikoi ("pojkstorlek"), kitharistērioi ("lyrspels-storlek"), teleioi ("vuxen" och hyperteleioi ("väldigt vuxen"), vilka i samma ordning skulle kunna motsvaras av dagens sopran, alt, tenor, bariton och bas.
Vanligast var att båda piporna hade samma längd, men några undantag fanns; till exempel de pipor som av greker och romare benämndes "frygiska". Dessa hade en kort rak pipa för högerhanden och en längre, krökt pipa med hornliknande klocka. Frygiska auloi skall ha använts speciellt vid kulten av Magna Mater i Rom, men även uppgifter från Alexandria (ca 245 f.Kr.) nämner frygiska auloi som ett instrument vid festligheter.

### Betydelse för musikforskningen
Då aulos är det enda instrument vars bevarade exemplar kan säga oss något om antik musik och dess tonsystem så har de fynd som gjorts hårt analyserats av musikforskare och arkeologer. Genom analys av fingerhålen kan man fastställa relativ tonhöjd och tonernas inbördes relation. Framförallt två fynd har getts stor vikt, de tidigare nämnda pompejifynden och de instrument som hittades som votivgåvor i Meroë i norra Sudan. Utifrån dessa har ett antal instrument rekonstruerats och använts vid skivinspelningar och konserter.
Huruvida de resultat man nått säger någonting om antik grekisk och romersk musik råder det delade meningar då man inte kan komma överens om de antika musikerna finstämde hålstorlekarna på sina auloi eller inte.

## Användningsområden och kulturell funktion
Auloi är under klassisk tid mest kända som ackompanjemangsinstrument i de grekiska tragedierna; tonen skall ha varit så gäll och stark att en aulist lätt skall ha kunnat höras mot en kör på uppåt femtio personer. Ett fragment av Euripides Orestes finns bevarat och har spelats in på skiva i rekonstruktion. Auleten skall ha varit placerad i mitten av kören vid orkestrans altare thumelē, och spelet pågick under hela skådespelet utan uppehåll för olika partier.
Även som militärt marschinstrument användes auloi, antagligen likt senare tiders skotska säckpipeband: sådana situationer finns avbildade på ett antal vasmålningar där också marschrörelsen kommer fram även hos musikern.
Aristoteles beskriver ljudet hos auloi liksom orgastiskt och det finns också tydliga kopplingar till extatiska kulter såsom den av Dionysos/Bacchus, Kybele och Korybas.
Märkligt nog så skall instrumentet till skillnad från kitharan ha åtnjutit föga eller ingen respekt från kultureliten under i princip hela antiken. Auleter och auloder underhöll ofta vid symposium med dubbel funktion såsom musiker och prostituerade, en tjänst som erbjöds av lokala bordeller och horhus. Under hellenismen så börjar dock bilden att förändras då musiker och konstnärer startade upp lokala organisationer liknande våra dagars fackförbund; en regelrätt yrkeskår uppstod och med den ökad respekt.
Sokrates (genom Platons text) fördömer auloi då stämmandet av dessa grundar sig på försök och erfarenhet till skillnad från kitharan som stäms enligt fysikens klara regler. I Staten förbjuder Platon användandet av instrumentet, i syfte att bevara ungdomens dygd och moral.

### Ensemblespel och harmoni

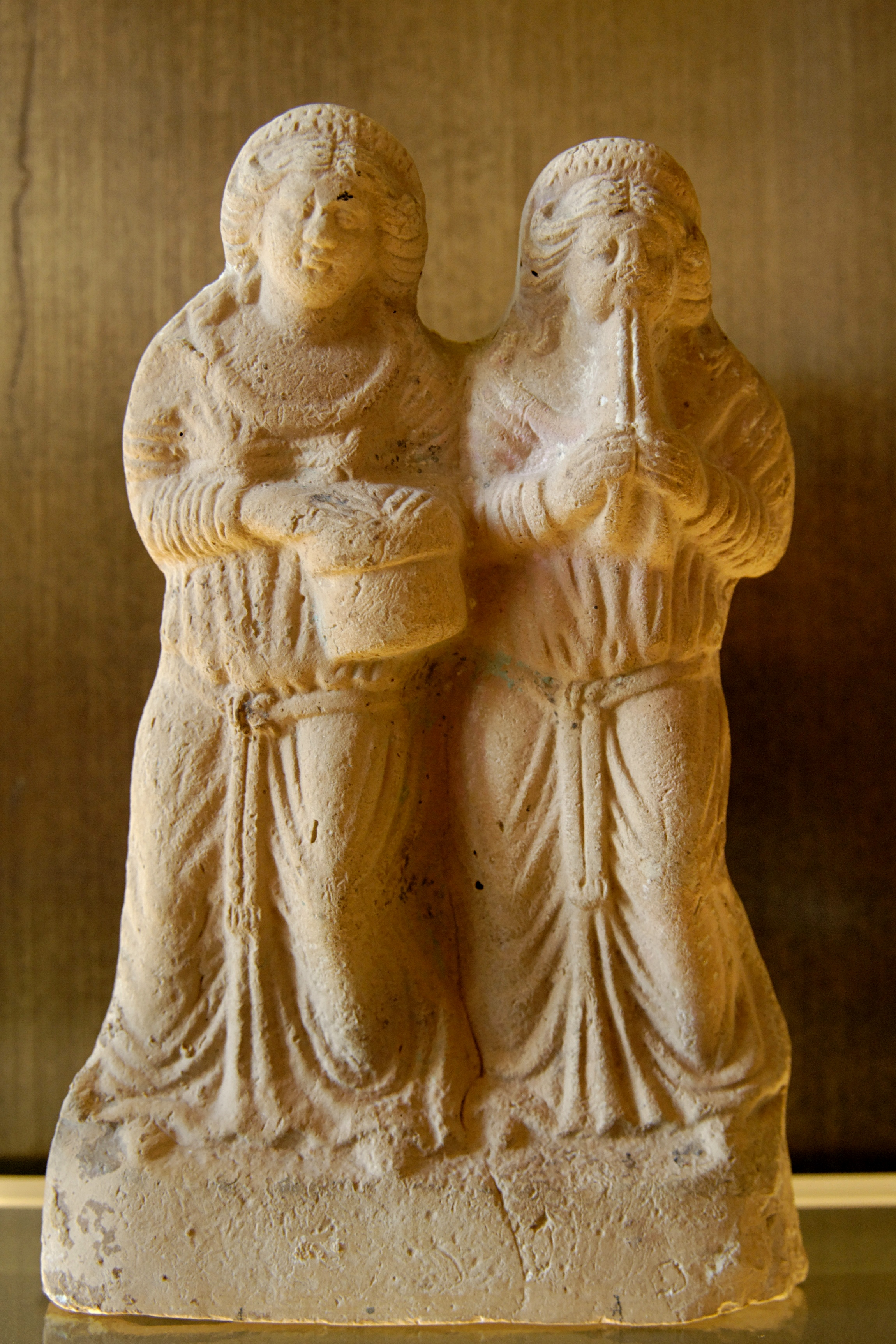
Statyett med två kvinnor spelande tamburin och auloi. Syrien, ca 200 e.Kr.

Det finns inga antika källor som nämner spel på två eller fler par auloi tillsammans, även om det inte är omöjligt att tänka sig. Från vasmålningar finns det situationer där flera spelare uppträder samtidigt, men några avgörande slutsatser kan inte dras därifrån. Likaså finns det inga tecken på att någon ensemblespel med andra instrument skall ha förekommit, förutom det redan nämnda samspelet med tragedikören. Ett undantag är spel med rytminstrument, avbildningar visar ett antal exempel på trummor, tamburiner och andra perkussiva instrument i samspel med auleter.
Ett eventuellt samspel mellan till exempel kithara och aulos skulle inte heller vara någon enkel uppgift då ljudet från auloispelarens rörblad torde ha vida överröstat ljudet från kitharans sensträngar. En annan svårighet vid spel av två par auloi är det faktum att de oftast var tillverkade av ben eller vass: ingen pipa var den andra lik med andra ord, och samstämning kan ha varit mycket svårt att genomföra. Någon direkt allmängiltig standard för tonhöjd existerade heller inte; först under hellenistisk tid bör professionella instrumentmakare ha uppkommit, och även för dessa skulle en industristandard ha varit svår att skapa och upprätthålla.
De bevarade antika grekiska musikstyckesfragmenten innehåller ingen notation av ackompanjemang, och utifrån textkällorna kan man dra slutsatsen om att all musik spelades unisont. Detta skall alltså då även gälla auloi själva; spel på de två tvärstående piporna var alltså unisont eller på en oktavs avstånd. Musikideal där ackompanjemang och medljudande harmonier saknas är inte helt ovanliga inom folkmusik från olika delar av världen; en parallell är svensk folkmusik som traditionellt saknar ackompanjemang- och rytminstrument.

## Bevarade exemplar
Då instrument av trä eller andra förgängliga material lätt förmultnar så finns det ett mycket knapert arkeologiskt fyndmaterial att tillgå. Bland fynden finns allt ifrån enstaka fragment till mycket avancerade nästan kompletta instrument.
Enligt West så skall följande fynd av auloi från arkaisk till klassisk tid ha gjorts.
| Nummer | Typ                           | Fyndplats       | Datering                                     |
| ------ | ----------------------------- | --------------- | -------------------------------------------- |
| 1      | Tretton benfragment av auloi. | Sparta          | ca 600 f.Kr.                                 |
| 2      | Två flick-auloi               | Efesos          | ca 575 f.Kr.                                 |
| 3      | Del av aulos                  | Lindos          | före 525 f.Kr.                               |
| 4      | Ett flertalfragment av auloi  | Perachora       | Arkaisk tid?                                 |
| 5      | Aulos                         | Brauron, Attika | ca femte århundradet f.Kr.                   |
| 6      | Fragment av auloi             | Akropolis, Aten | före 480 f.Kr.                               |
| 7      | Del av aulos                  | Agora, Aten     | mitten på femte århundradet f.Kr.            |
| 8      | Fragment av auloi             | Agora, Aten     | femte till sista århundradet f.Kr.           |
| 9      | Fragment av ben-aulos         | Aegina          | femte århundradet f.Kr.?                     |
| 10     | Ben-aulos                     | Korinth         | femte århundradet f.Kr,                      |
| 11     | Del av ben-aulos              | Locri           | ej senare än femte århundradet f.Kr.         |
| 12     | Två trä-auloi                 | Okänd           | femte århundradet f.Kr.?                     |
| 13     | Aulos                         | Mindre Asien    | ej före fjärde århundradet f.Kr.             |
| 14     | Två trä-auloi                 | Okänd           | kring slutet av det fjärde århundradet f.Kr. |
| 15     | Två auloi                     | Okänd           | Ej daterat                                   |

Från hellenistisk och romersk tidsperiod finns fler exemplar bevarade, bl.a. de ovannämnda instrumenten från Pompeji och Meroë.